# Object-Oriented Programming, Systems, Languages & Applications
Object-Oriented Programming, Systems, Languages & Applications (OOPSLA) är en konferens om objektorienterad systemutveckling som hålls årligen i Nordamerika sedan 1986. Konferensen är avsedd både för forskare och yrkesverksamma systemutvecklare. Flera numera etablerade idéer inom systemutveckling, som designmönster och extrem programmering, presenterades först på OOPSLA. Konferensen anordnas av Association for Computing Machinery. OOPSLA var ursprungligen en akronym som ska uttydas "Object-Oriented Programming, Systems, Languages and Applications" men används numera som ett eget begrepp utan tolkning.